# Senheim

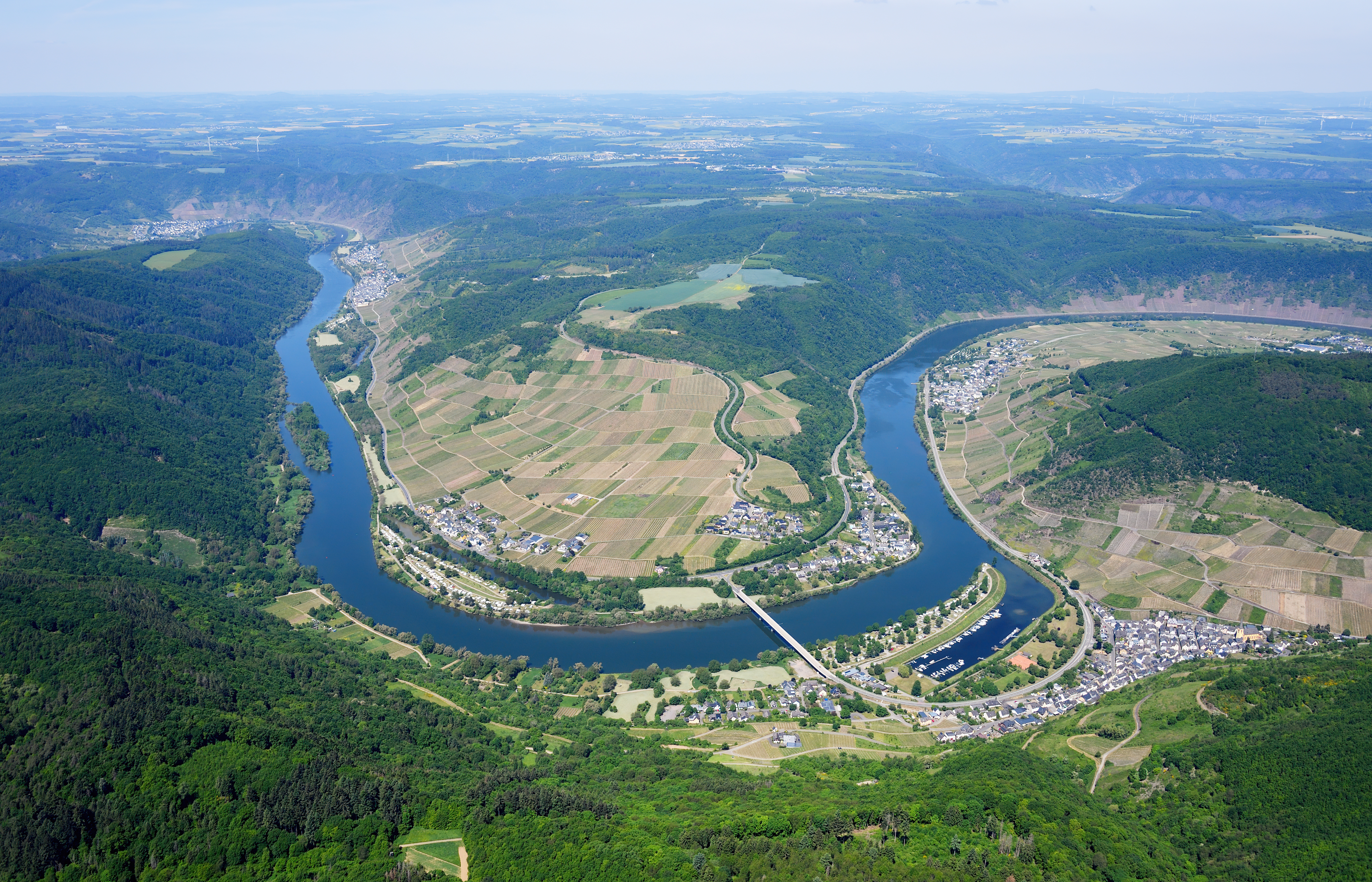
Senheim von Südosten aus der Luft gesehen

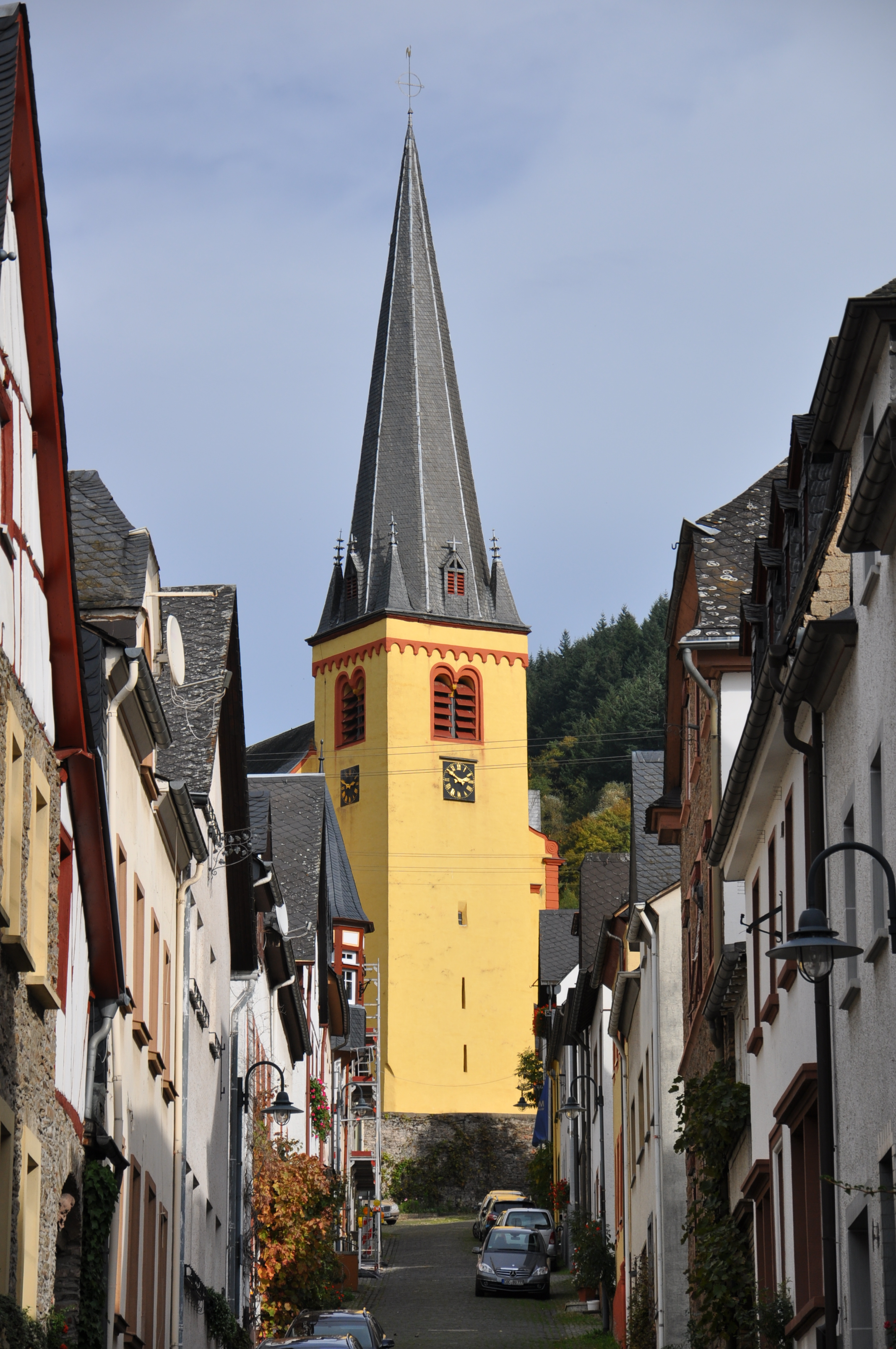
Senheim, St. Katharina

Senheim an der Mosel ist eine Ortsgemeinde im Landkreis Cochem-Zell in Rheinland-Pfalz. Sie gehört der Verbandsgemeinde Cochem an. Das Wappen zeigt drei Löwen, die vom Adelsgeschlecht gleichen Namens stammen.

## Geographie
Der Ort liegt an beiden Ufern der Mosel. Das eigentliche Senheim liegt am rechten Ufer, zu Füßen des Hunsrück, der wesentlich kleinere Ortsteil Senhals auf der linken, der Eifel zugewandten Seite des Flusses. Beide Ortsteile sind seit 1967 durch eine Brücke verbunden (siehe Liste der Moselbrücken).

## Geschichte
Erste Aufzeichnungen aus dem Jahr 1067 belegen die Existenz von Besitztümern der Kölner Kirche in Senhals. Senheim wird erstmals im Jahre 1140 urkundlich erwähnt.
Senheim war zusammen mit Senhals und Grenderich dreiherrig, das heißt sein Territorium teilten sich drei Landesherren und übten die Landeshoheit gemeinschaftlich aus:
- der Kurfürst von Trier
- der Graf von Sponheim
- die Herren von Braunshorn-Metternich-Beilstein.

Senheim-Senhals war im Mittelalter ein wichtiger Flussübergang im Zuge der Handelsstraße, die aus den Niederlanden kommend durch die Eifel über Senheim, den Hunsrück nach Frankfurt am Main und Augsburg führte. Auch in der Vor- und Frühgeschichte war diese Strecke bereits in Benutzung. Die Trasse über den Hunsrück wird heute als Wanderweg Keltenweg Nahe–Mosel beworben und vermarktet. Die Senheimer lebten schon im Mittelalter vom Weinbau und Landwirtschaft (Rottwirtschaft). Aus der kurtrierischen Steuerstatistik aus dem Jahre 1702 ist ersichtlich, dass der Weinbergsbesitz in den Händen der Kirche und des Adels auf 300.000 Stock geschätzt wurde. 200.000 Stock waren Senheimer Güter in Besitz der Winzer. Der Sponheimische Besitz ist mit 100.000 Stock angegeben.
Ab 1780 war Kurtrier alleiniger Landesherr. Während der Koalitionskriege wird die Region 1794 durch französische Revolutionstruppen besetzt. Senheim gehörte von 1798 bis 1814 zum Kanton Zell im französischen Rhein-Mosel-Département. Durch die Neuaufteilung beim Wiener Kongress wurde der Ort 1815 dem Königreich Preußen zugeordnet. Senheim wurde Sitz einer Bürgermeisterei im Kreis Zell.
Das Senheim des 17. und 18. Jahrhunderts mit seinen Befestigungsmauern, Türmen, Zinnen und Toren, mit der großen Zahl stattlicher Adels- und Klosterhöfe fand am 13. August 1839 ein jähes Ende: ein Großbrand legte innerhalb kurzer Zeit den mittelalterlichen Ort in Schutt und Asche. 106 Wohnhäuser, 22 Kelterhäuser und 7 Scheunen brannten nieder. Die katholische Kirche, erbaut 1075, mit dem prächtigen Barockaltar von Januarius Zick und das Pfarrhaus sowie der Wohnturm Senheim überstanden die Feuersbrunst. Beim Wiederaufbau des Ortes gab man ihm einen großzügigeren Orts- und Straßenplan. Dadurch fanden 30 Familien im Ort selbst keine Heimstätte mehr. Für sie wurde auf der Hunsrückhöhe auf der Gemarkung von Grenderich eine neue Siedlung gegründet, die „Kolonie“ Hoch-Senheim. Der Ort wurde bald nach Fertigstellung zu Ehren ihres Förderers, dem preußischen Landrat des Kreises Zell, Friedrich Alexander Moritz, in Moritzheim umbenannt.
Seit 1946 ist Senheim Teil des neu gebildeten Landes Rheinland-Pfalz. Durch das 8. Verwaltungsvereinfachungsgesetz vom 28. Juli 1970 kam der Ort mit Wirkung vom 7. November 1970 bei den Gebietsreformen in Rheinland-Pfalz zur Verbandsgemeinde Cochem.
Bevölkerungsentwicklung
Die Entwicklung der Einwohnerzahl der Gemeinde Senheim, die Werte von 1871 bis 1987 beruhen auf Volkszählungen:
| Jahr | Einwohner |
| ---- | --------- |
| 1815 | 674       |
| 1835 | 799       |
| 1871 | 905       |
| 1905 | 1.044     |
| 1939 | 863       |

| Jahr | Einwohner |
| ---- | --------- |
| 1950 | 935       |
| 1961 | 776       |
| 1970 | 716       |
| 1987 | 610       |
| 2005 | 590       |

## Politik

### Gemeinderat
Der Gemeinderat in Senheim besteht aus zwölf Ratsmitgliedern, die bei der Kommunalwahl am 9. Juni 2024 in einer Mehrheitswahl gewählt wurden, und dem ehrenamtlichen Ortsbürgermeister als Vorsitzendem.

### Bürgermeister
Volker Ahnen wurde am 24. Juni 2019 Ortsbürgermeister von Senheim. Bei der Direktwahl am 26. Mai 2019 war er mit einem Stimmenanteil von 85,67 % gewählt worden. Bei der Direktwahl am 9. Juni 2024 wurde er als einziger Bewerber mit 83,0 % für weitere fünf Jahre wiedergewählt.
Ahnens Vorgänger Lothar Stenz hatte das Amt 15 Jahre ausgeübt.

## Persönlichkeiten
- Friedrich von Senheim (* um 1290 in Senheim; † 1359 in Brauweiler), Abt in der Abtei Brauweiler
- Adelheid von Senheim (* um 1300 in Senheim; † nach 1361 in Bremm), Äbtissin im Stift Stuben
- Helias Heimanns auch Helias Heimanns von Senheim, (* 1532 in Senheim; † 1604 in Einsiedeln), Dekan, Siegler und Universitäts-Rektor in Trier
- Johann Daniel Fritzer (* um 1600 in Senheim; † März 1661 in Winningen), Vogt, Gerichtsschreiber und Schultheiß
- Peter Franz Schumm (* 1765 in Senheim; † 1857 in Wittlich), Landrat
- Ferdinand Pauly (* 1917 in Senheim; † 1992 in Boppard), Theologe und Kirchenhistoriker